# 葛飾区立青戸中学校
葛飾区立青戸中学校（かつしかくりつあおとちゅうがっこう）は、東京都葛飾区青戸にある区立中学校。

## 概要
葛飾区の区立中学校のうちの1校である。
中青戸小学校、青戸小学校の進学先である。

## 沿革

### 略歴
葛飾区立青戸中学校は、1957年に開校した。

### 年表
- 1957年4月6日 - 開校式
- 1962年 - 体育館兼講堂竣工。文部省「特別教育活動」実験学校『学級活動』研究発表
- 1964年 - プール竣工。葛飾区道徳研究協力校「道徳性の内面化をめざす指導のあり方」
- 1967年 - 葛飾区数学科研究協力校研究発表
- 1968年 - 難聴学級開設
- 1987年 - 体育館・プール竣工
- 2004年 - 平成16・17年度文部省「心に響く道徳教育推進校」
- 2012年 - 特別支援学級開設。運動場・体育館改修

## 教育方針

### 教育目標
- 理想を掲げ　すすんで学ぼう
- 心身を鍛え　たくましく生きよう
- 深く考え　物事をやり遂げよう
- 自他をとうとび　よりよい社会をつくろう

## 学校行事
| - 4月 始業式・入学式 - 5月 運動会 - 6月 | - 7月終業式 - 8月 - 9月 始業式 | - 10月 芸術祭 （文化祭・合唱コンクール) - 11月 - 12月 終業式 | - 1月 始業式 - 2月 - 3月 終業式・卒業式 |

## 部活動

### 運動部
- 野球部
- サッカー部
- 男子バスケットボール部
- 女子バスケットボール部
- 男子バレーボール部
- 女子バレーボール部
- 女子ソフトボール部
- ソフトテニス部
- 男子バドミントン部

### 文化部
- 吹奏楽部
- 美術部
- ホームメイキング部
- 歴史散策部
- 映画鑑賞部
- 科学技術部（旧パソコン部）
- 演劇部
- 手話部

## 通学区域
- 葛飾区青戸二丁目21・22、同三丁目・四丁目・五丁目・六丁目・七丁目の全域[2]

## 進学前小学校
- 葛飾区立青戸小学校[2]
- 葛飾区立中青戸小学校[2]
- 葛飾区立白鳥小学校[2]

## 交通
- 京成電鉄京成本線あるいは京成押上線青砥駅より600ｍ徒歩10分（経路案内）